# Pavetta renidens
Pavetta renidens är en måreväxtart som först beskrevs av Kurt Krause, och fick sitt nu gällande namn av Cornelis Eliza Bertus Bremekamp. Pavetta renidens ingår i släktet Pavetta och familjen måreväxter.
Artens utbredningsområde är Kamerun. Inga underarter finns listade i Catalogue of Life.